# ТОР «Северск»
Территория опережающего социально-экономического развития «Северск» — территория городского округа Северск в Томской области России, на которой действует особый правовой режим предпринимательской деятельности. Образована в 2019 году. По состоянию на 2021 год на территории зарегистрировано 15 резидентов, объем ожидаемых инвестиций оценивается в 12 млрд рублей.

## Развитие территории
В 2014 году Северск был включен в перечень монопрофильных муниципальных образований (моногородов), что впоследствии дало городу право на оформление статуса территории опережающего социально-экономического развития. ТОР «Северск» была создана в соответствии с Постановлением Правительства РФ от 12 февраля 2019 года № 132,.
В 2021 году границы ТОР «Северск» были расширены в связи с реализацией новых инвестпроектов, в том числе создания предприятия по переработке техногенного сырья и производству фторсодержащих продуктов, а также строительства завода по изготовлению ориентированно-стружечных плит,. В результате территория выросла почти в пять раз. Ожидаемый объем дополнительных инвестиций составил 10 млрд рублей.

## Условия для резидентов
Основная специализация ТОР «Северск»: химико-технологическое производство, приборо- и машиностроение, строительные материалы, пищевое производство. Требования к потенциальным резидентам ТОР «Северск» предусматривают, что компании-соискатели в своей деятельности должны соответствовать профильным видам деятельности ТОР, предоставить минимальный объем инвестиций в 10 млн рублей в течение первых трех лет, заключить соглашение с управляющей компанией ТОР об осуществлении деятельности. Для резидентов предусмотрен льготный налоговый режим: налог на прибыль в федеральный бюджет и отчисления в региональный бюджет обнуляется в течение первых пяти лет, затем составляет 10 %. Обнуляются налоги на землю и имущество в первые пять лет, страховые взносы снижаются до 7,6 % (на весь период, если статус резидента получен в первые три года).

## Резиденты
В 2020 году к ТОР «Северск» присоединилось АО «РГ — Западная Сибирь» (входит в корпорацию «Росатом») с проектом по обработке и утилизации опасных отходов. К 2024 году планируется построить экотехнопарк — комплекс по утилизации промышленных отходов I и II классов (кроме радиоактивных), проект оценивается в 5 млрд рублей.
Компания «ТЕФРА» (входит в корпорацию «Росатом») реализует проект по переработке золы угольных тепловых электростанций. Объем инвестиций оценивается в 430 млн рублей.
Компания «Сибборд» реализует проект по созданию первого в Томской области производства ориентировано-стружечной плиты. Стоимость проекта составляет 340 млн рублей.
Среди прочих резидентов ТОР «Северск»: ООО «Сибирский титан», ООО «МК-Полимер», ООО «ТомскАзот», ООО «Северский кабельный завод» и другие.